# Čelina (Chorvatsko)
Čelina je vesnice, přímořské letovisko a turisty často vyhledávaná lokalita v Chorvatsku v Splitsko-dalmatské župě, spadající pod opčinu města Omiš. Nachází se asi 5 km jihovýchodně od Omiše. V roce 2001 zde trvale žilo 182 obyvatel.
Čelina se nachází pod pohořím Omiška Dinara. Sousedí s letovisky Ruskamen (součást Lokvy Rogoznice) a Stanići. Také jí prochází silnice D8.